# Tolyposporium junci
Tolyposporium junci är en svampart som först beskrevs av Joseph Schröter, och fick sitt nu gällande namn av Woronin 1882. Tolyposporium junci ingår i släktet Tolyposporium och familjen Anthracoideaceae.   Inga underarter finns listade i Catalogue of Life.